# Актус (мера)
Актус (лат. Actus) — земельная мера в Древнем Риме двух различных величин: бо́льший актус и ме́ньший актус. Первоначально — длина борозды, которую вол может пройти в один раз, не утомляясь.
Бо́льший актус был квадратом с стороной в 12 децемпед (decempede) и равнялся 144 кв. децемпедам, что составляло 1,264 кв. метра или 276 кв. сажени. Как половина главной земельной римской меры — «югера» (jugerum) — он назывался также «семис» (semis).
Меньший актус или секстула (sextula) состоял из 4 кв. децемпед, равных 35,11 м² или 7,68 кв. саженей.